# وكيل الزاوك (أولاد الشيخ)
وكيل الزاوك هو دُوَّار يقع بجماعة أولاد ستوت، إقليم الناظور، جهة الشرق في المملكة المغربية. ينتمي الدوّار لمشيخة أولاد الشيخ التي تضم 3 دواوير. يقدر عدد سكانه بـ 137 نسمة حسب الإحصاء الرسمي للسكان والسكنى لسنة 2004.

## روابط خارجية
- البوابة الوطنية للجماعات الترابية
- المندوبية السامية للتخطيط